# J'accuse (album de Damien Saez)
Pour les articles homonymes, voir J'accuse (homonymie).
Albums de Damien Saez
A Lovers Prayer
(2009) Messina
(2012)
Singles
1. J'accuse
Sortie : 2010
2. Pilule
Sortie : 2010

J'accuse est le 6e album studio de Damien Saez, sorti le 29 mars 2010. Le précédent opus, A Lovers Prayer, paru en 2009, était sorti sous le pseudonyme de Yellow Tricycle et était entièrement chanté en anglais. Au niveau des charts, l'album se classe à la 3e place en France, à la 7e en Belgique francophone et à la 25e en Suisse.

## Histoire de l'album
Un premier extrait de l'album fut publié sur le site officiel de Damien Saez à la fin de l'année 2009. Il s'agissait du titre Police, qui ne figure finalement pas sur l'album. Puis en février 2010, un deuxième extrait est disponible sur le myspace de l'artiste, J'accuse, titre qui donne son nom à l'album. Il s'agit là du premier single promotionnel de l'album.

## L'album

### La pochette
La pochette est une photo de Jean-Baptiste Mondino. Elle met en scène une femme nue en talons aiguilles dans un chariot de supermarché, avec le titre de l'album, J'accuse écrit en haut à gauche. La femme posant est le mannequin Jennifer Lamiraqui.

### Sonorités
J'accuse est un album aux sonorités rock. L’instrumentalisation est une formation rock traditionnelle : guitare, basse, batterie. Tous les chants sont en français. Un morceau est instrumental; Regarder les filles pleurer (thème). Les Anarchitectures est un texte chanté a cappella.

### Thématiques
L'album J'accuse traite principalement de la société de consommation. J'accuse est un morceau de révolte envers cette société et incite à renverser le système. Les cours des lycées évoque également ce thème.

### Titres
Toutes les chansons sont écrites et composées par Damien Saez.
| 1.    | Les Anarchitectures                 | 2:48 |
| 2.    | Pilule                              | 5:18 |
| 3.    | Cigarette                           | 4:13 |
| 4.    | Des p'tits sous                     | 3:58 |
| 5.    | Sonnez tocsin dans les campagnes    | 4:51 |
| 6.    | J'accuse                            | 4:28 |
| 7.    | Lula                                | 4:05 |
| 8.    | Regarder les filles pleurer         | 5:05 |
| 9.    | Regarder les filles pleurer (thème) | 8:47 |
| 10.   | Les Cours des lycées                | 3:56 |
| 11.   | Les Printemps                       | 5:14 |
| 12.   | Marguerite                          | 4:52 |
| 13.   | On a tous une Lula                  | 3:39 |
| 14.   | Tricycle jaune                      | 3:46 |
| 65:00 |                                     |      |

## Autour de l'album

### Une tournée française
À la rentrée 2009, la nouvelle tournée de Damien Saez est annoncée sur son site. Il part en tournée à travers la France, avec quelques dates en Belgique et en Suisse, en avril et mai 2010.

### Une affiche censurée
Le 5 mars 2010, l'annonce de la censure de l'affiche promotionnelle est proclamée par l'Autorité de Régulation Professionnelle de la Publicité. En effet l'affiche doit être retirée de toutes les stations de métro parisiennes et des affichages publics. La censure est justifiée de la manière suivante : « L'affiche présente un caractère dégradant pour l'image de la femme dans la mesure où elle apparaît nue, et qui plus est dans un chariot de supermarché, donc comme une marchandise (...) La publicité ne peut réduire la personne humaine, et en particulier la femme, à une fonction d'objet ».
Quelques jours plus tard Damien Saez s'exprime avec les mots suivants : « Une femme nue dans un caddie, outrage aux mœurs du commerce ? Remise en question du système ? Droit d'informer ? ». « Cette interdiction aurait pour but de protéger l'image de la nature humaine, j'en doute. Mais protéger l'image du caddie ? (...) Une chose est sûre, les caddies valent plus que les hommes dans nos pays ».
Par la suite, une deuxième affiche a été réalisée et elle aussi censurée. Celle-ci ne comportait qu'une phrase : « La photo initialement prévue sur cet affichage a été interdite dans les couloirs de nos métros » et une adresse internet pour voir la pochette du disque.

## Accueil critique
Jason Birchmeier, d'AllMusic, lui donne 4 étoiles sur 5, évoquant un album « lyriquement compact et musicalement imprévisible » qui marque un « retour en forme depuis longtemps attendu » « dans ce qu'il sait faire le mieux, repousser les limites du rock français ». Pour Christian Larrède, de Music Story, qui lui donne 3 étoiles sur 5, « Saez offre un album pour aller foutre sur la gueule à l’injustice et pour accueillir à grands coups de pompes l’inique et l’arbitraire » et « c’est sa grande force de tout porter (à commencer par les quelques réserves quant à sa voix disons, particulière) par une énergie et une conviction dont on n’a plus aucun exemple dans l’univers policé de la chanson francophone ». Et le site Forces parallèles lui donne 3 étoiles sur 5, estimant que « Saez livre un pamphlet fort bien formulé et exécuté, soutenu par un rock énergique de fort belle facture. Handicapé néanmoins par une redondance nuisible et une tendance à la critique gratuite et violente, l'album se voit sauvé par une fin plus originale et variée ».

## Classements
| Classement                   | Meilleure position |
| ---------------------------- | ------------------ |
| Belgique (Wallonie Ultratop) | 7                  |
| France (SNEP)                | 3                  |
| Suisse (Schweizer Hitparade) | 25                 |

## Musiciens
- Damien Saez : chant, guitare
- Thomas Cœuriot : guitare
- Cédric Le Roux : guitare
- Franck Phan : guitare
- James Eller : basse
- Maxime Garoute : batterie
- te